# ザ・ゴリラバンド
ザ・ゴリラバンドは、かつてワタナベエンターテインメントに所属していたお笑いコンビ。

## 来歴
前田がMahha解散後にベアを誘う形で2009年10月に結成。
結成15日でワタナベ若手オーディションライブ STEP!STEP!STEP!で三位になり星を獲得。2010年3月ワタナベエンターテインメント所属、最短5ヶ月での昇格。
2013年6月14日、解散。それぞれピン芸人として活動を継続。

## メンバー
- ベア志朗（ - しろう、本名：坂本　しろう（さかもと　しろう）、1982年10月1日 - ）

熊本県出身。
A型、身長158cm 体重67kg
WCS5期生。特技はダンス。地元熊本ではダンスのインストラクターをやっていた経験がある。
芸名の名付け親はゴルゴ松本（TIM）。ゴルゴが定期的に開催している「ゴルゴ塾」の塾生であり、よっぽどの事がない限り必ず出席するほどゴルゴを尊敬している。解散後はピン芸人「さかもとしろう」として活動を続ける。
- 前田 あうと（まえだ - 、本名：前田　貴彦（まえだ　たかひこ）、1982年11月28日 - ）

島根県出身。
A型、身長170cm　体重53kg
WCS6期生。
中学生まで隠岐島で育った為に海での素潜りなどの漁を得意としている。
母親の名前が前田あつこ。前田敦子とは漢字が異なるが、その事をブログに書いた所、アメーバ芸能ニュースで取り上げられた経験がある。
ライブの主宰もしており「植えるのボーダー」の前身である「植えるのロッキー」を立ち上げる。
解散後はピン芸人として芸人の活動を続ける。

## 出演歴
- 上田ちゃんネル（テレビ朝日）
- PON!（日本テレビ放送網）
- 新世紀ネタキング決定戦（TOKYO MX）
- ピラメキーノ・コドモワングランプリ（テレビ東京）
- オンバト+（NHK） - 戦績0勝1敗 最高297KB
- ピートム.Comic Jack（ABCラジオ）

ピン出演
- ショーバト!（日本テレビ）ベアのみ
- エンタの神様（前田のみ）
- ジャイケルマクソン（前田のみ）

## 受賞歴
- 第二回ZOO-1グランプリ 優勝